# Cadwalader Morris
Cadwalader Morris (* 19. Februar 1741 in Philadelphia, Provinz Pennsylvania; † 25. Januar 1795 ebenda) war ein US-amerikanischer Politiker. In den Jahren 1783 und 1784 war er Delegierter für Pennsylvania im Kontinentalkongress.

## Werdegang
Cadwalader Morris besuchte die öffentlichen Schulen seiner Heimat. Danach war er im Handel tätig. Außerdem verwaltete er sein eigenes Anwesen. Zeitweise lebte er auf den Westindischen Inseln. In den 1770er Jahren schloss er sich der Revolutionsbewegung an und diente während des Unabhängigkeitskrieges in einer Einheit aus Philadelphia (Philadelphia Troop of Light Horse). Im Jahr 1780 war er an der Gründung der Bank of Pennsylvania beteiligt. Für einige Zeit war er als Inspektor für diese Bank tätig. Ein Jahr später gehörte er auch zu den Gründern der Bank of North America, bei der er eine Direktorenstelle einnahm.
Nach dem Krieg betrieb er für kurze Zeit ein Eisenwerk in Birdsborough. Dann kehrte er nach Philadelphia zurück, um wieder im Handel zu arbeiten. Politisch trat er nur als Vertreter von Pennsylvania beim Kontinentalkongress in Erscheinung. Diese Funktion übte er in den Jahren 1783 und 1784 aus. Cadwalader Morris starb am 25. Januar 1795 in Philadelphia.